# Dihtineț, Putila
Dihtineț, întâlnit și sub forma Dihtenița (în ucraineană Дихтинець, transliterat: Dîhtîneț și în germană Dichtenitz) este un sat reședință de comună în raionul Putila din regiunea Cernăuți (Ucraina). Are 1,003 locuitori, preponderent ucraineni (huțuli).
Satul este situat la o altitudine de 537 metri, pe malul râului Putila, în partea de centru a raionului Putila. De această comună depind administrativ satele Dihtinețul Mic, Hreblina-Dihtineț și Zamoghila.

## Istorie
Localitatea Dihtineț a făcut parte încă de la înființare din regiunea istorică Bucovina a Principatului Moldovei. După anexarea Bucovinei de către Imperiul Habsburgic în anul 1775, localitatea Dihtineț a făcut parte din Ducatul Bucovinei, guvernat de către austrieci, făcând parte din districtul Putila (în germană Putilla). 
După Unirea Bucovinei cu România la 28 noiembrie 1918, satul Dihtineț a făcut parte din componența României, în Plasa Putilei a județului Rădăuți. Pe atunci, majoritatea populației era formată din ucraineni. 
Ca urmare a Pactului Ribbentrop-Molotov (1939), Bucovina de Nord a fost anexată de către URSS la 28 iunie 1940, reintrând în componența României în perioada 1941-1944. Apoi, Bucovina de Nord a fost reocupată de către URSS în anul 1944 și integrată în componența RSS Ucrainene. 
Începând din anul 1991, satul Dihtineț face parte din raionul Putila al regiunii Cernăuți din cadrul Ucrainei independente. Conform recensământului din 1989, din 825 locuitori ai satului, 822 s-au declarat de etnie ucraineană și trei de etnie rusă . În prezent, satul are 1.003 locuitori, preponderent ucraineni.

## Demografie
Componența lingvistică a localității Dihtineț
     Ucraineană (99,7%)
     Alte limbi (0,3%)
Conform recensământului din 2001, majoritatea populației localității Dihtineț era vorbitoare de ucraineană (99,7%), existând în minoritate și vorbitori de alte limbi.
1989: 825 (recensământ) 
2007: 1.003 (estimare)

## Recensământul din 1930
Componența etnică a comunei Dihtineț (județul Rădăuți)
     Români (3,1%)
     Evrei (3,2%)
     Ruteni (33,75%)
     Huțuli (59,72%)
     Altă etnie (0,23%)
Componența confesională a comunei Dihtineț
     Ortodocși (96,74%)
     Mozaici (3,2%)
     Greco-catolici (0,06%)
Conform recensământului efectuat în 1930, populația comunei Dihtineț se ridica la 1748 locuitori. Majoritatea locuitorilor erau huțuli (59,72%), cu o minoritate de evrei (3,2%), una de ruteni (33,75%) și una de români (3,1%). Alte persoane s-au declarat: germani (3 persoane) și ruși (1 persoană). Din punct de vedere confesional, majoritatea locuitorilor erau ortodocși (96,74%), dar existau și mozaici (3,2%) și greco-catolici (0,06%).

## Obiective turistice
- Biserica de lemn cu hramul "Sf. Dimitrie" - construită în anul 1871 [4].